# Международное бюро революционных молодёжных организаций
Международное бюро революционных молодёжных организаций (МБМРО, Международное бюро революционной молодёжи) — международное молодёжное объединение левосоциалистического толка при Международном бюро революционного социалистического единства («Лондонском бюро»), существовавшее в 1934—1940 годах.
В состав МБМРО входили молодёжные организации шведской Социалистической партии (СП), Социалистической рабочей партии Германии (СРПГ), британской Независимой лейбористской партии, голландской Независимой социалистической партии (НСП, затем Революционной социалистической рабочей партии), испанской ПОУМ (Молодые коммунисты Иберии), а также Молодые социалисты (максималисты) Италии, «Молодые ленинцы» (Нидерланды) и до 1935 года небольшая американская организация под названием Коммунистическая лига борьбы. Также входили представители других организаций.
В работе МБРМО участвовали представители Международной левой оппозиции. Однако в 1935 году троцкисты были исключены из МБРМО из-за их линии на энтризм в массовые партии рабочего класса, что противоречило стремлению Лондонского бюро и его молодёжной организации выстроить собственный интернационал.
Учредительный конгресс МБРМО проходил в Нидерландах, и был сорван голландской полицией. Иностранные делегаты конгресса были депортированы, включая немецких делегатов, депортированных в Германию. Повторно конгресс проводился в Лилле (Франция). На конгрессе были избраны Бюро и Секретариат. В состав Секретариата были избраны Вилли Брандт от СРПГ, Хайнц Эпе от Международной левой оппозиции и представитель шведской Социалистической партии. В состав Бюро входили по одному представителю от каждой представленной организации.
Руководство МБРМО находилось в Скандинавии. Встречи Секретариата проходили в Мальмё и Стокгольме. Штаб-квартира Хайнца Эпе находилась в Осло (Норвегия). В 1936 году было принято решение образовать Секретариат в Барселоне с исполкомом в составе генерального секретаря Вилебальдо Солано (Молодые коммунисты Иберии), Боба Смайли, Фрица Заедера и Г. Мартини (Г. Богоми), однако его деятельность сразу же была осложнена условиями гражданской войны в Испании и репрессиями против ПОУМ.
МБРМО выпускал «Internationales Jugend-Bulletin» (Международный молодёжный бюллетень).